# Clarins Open 1991
Il Clarins Open 1991 è stato un torneo di tennis giocato sulla terra rossa.
È stata la 5ª edizione del torneo, che fa parte della categoria Tier IV nell'ambito del WTA Tour 1991.
Si è giocato a Parigi in Francia, dal 16 al 22 settembre 1991.

## Campionesse

### Singolare
Conchita Martínez ha battuto in finale  Inés Gorrochategui con il punteggio di 6–0, 6–3.

### Doppio
Petra Langrová /  Radka Zrubáková hanno battuto in finale  Alexia Dechaume /  Julie Halard con il punteggio di 6–4, 6–4.